# Zabreznik (Zagorje ob Savi)
Zabreznik is een plaats in Slovenië en maakt deel uit van de gemeente Zagorje ob Savi in de NUTS-3-regio Zasavska. De plaats telde 43 inwoners op 1 januari 2020.